# Whoopi
Whoopi ist der Titel einer US-amerikanischen Sitcom mit Whoopi Goldberg in der Hauptrolle, die erstmals am 9. September 2003 auf NBC ausgestrahlt wurde. In Deutschland wurde die Serie ab Januar 2006 auf RTL II gesendet und mehrmals wiederholt.

## Figuren
- Die Afroamerikanerin Mavis Rae (Whoopi Goldberg) war in den achtziger Jahren Mitglied des weiblichen Gesangtrios The Ebony Blackbirds – einer Gruppe, die nach ihrem einzigen Hit Don’t Hide Love schnell wieder von der Bildfläche verschwand. Mavis hat das damals verdiente Geld in das kleine New Yorker La Mont Hotel investiert und bestreitet so ihren Lebensunterhalt. Sie ist Kettenraucherin und – da das Rauchen im Hotel verboten ist – regelmäßig vor dem Hinterausgang ihres Hotels zu finden, wo sie mit der Café Besitzerin aus dem Nebenhaus über ihre aktuellen Probleme spricht. Mavis hat als junge Frau für die Rechte der schwarzen Amerikaner demonstriert und steht heute den Demokraten nahe. Sie ist reizbar und neigt zum Sarkasmus – entsprechend fallen ihre Kommentare zu George W. Bush und seiner Politik aus.
- Nasim (Omid Djalili), der Handwerker des La Mont ist Iraner und vor den politischen Verhältnissen in seiner Heimat geflüchtet. Wegen seiner schlechten Erfahrungen ist er ängstlich darauf bedacht, den Behörden nicht unangenehm aufzufallen. Da er oft für einen Araber gehalten wird, befürchtet Nasim, dass man ihn eines Tages als Terroristen verhaftet.
- Mavis’ Bruder Courtney Rae (Wren T. Brown) ist Jurist und hatte einen sehr gut bezahlten Job bei Enron. Nach dessen spektakulärem Konkurs verlor er nicht nur seinen Arbeitsplatz, sondern auch einen großen Teil seines Vermögens, das in Aktien des Konzerns steckte. Da in der Pilotfolge seine Ersparnisse aufgebraucht sind und er seine Wohnung daraufhin nicht mehr halten kann, zieht er bei seiner Schwester ein. Im Gegensatz zu ihr ist er ein begeisterter Anhänger der Republikaner. Auch sonst bildet der rationale und besonnene Courtney einen Gegenpol zu Mavis.
- Courtneys Freundin Rita (Elizabeth Regen) arbeitet als Radiologin. Obwohl sie keine Afroamerikanerin, sondern Weiße ist, geriert sie sich als Kämpferin für deren Rechte. Anders als Courtney ist Mavis aber nicht davon überzeugt, dass dieses Engagement auf echtem Interesse an unterdrückten Minderheiten beruht. Auch ist sie der Meinung, dass die nicht übermäßig intelligente Rita auf Dauer nicht die Richtige für ihren akademisch gebildeten Bruder ist.
- Weitere regelmäßig auftretende Figuren sind Jadwiga (Gordana Rashovich), die aus Polen eingewanderte Putzfrau des La Mont sowie Mavis’ Freundinnen, mit denen sie sich einmal in der Woche zum Pokern trifft.[1]

## Synchronsprecher
| Schauspieler      | Rollenname   | Synchronsprecher |
| ----------------- | ------------ | ---------------- |
| Whoopi Goldberg   | Mavis Rae    | Regina Lemnitz   |
| Omid Djalili      | Nasim        | Jens Wawrczeck   |
| Wren T. Brown     | Courtney Rae | Marc Degener     |
| Elizabeth Regen   | Rita         | Angela Quast     |
| Gordana Rashovich | Jadwiga      | Micaëla Kreißler |

## Ausstrahlung in Deutschland
In Deutschland lief die Free-TV-Premiere der Serie am 9. Januar 2006 auf RTL II zur Prime Time und wurde als Doppelfolge ausgestrahlt. Die erste Folge sahen insgesamt 1,01 Millionen Zuschauer bei 2,9 Prozent Marktanteil, in der werberelevanten Zielgruppe waren es 0,74 Millionen Zuschauer bei 5,3 Prozent Marktanteil. Die zweite Folge dieses Abends konnte einen Marktanteil von 5,0 Prozent in der Gruppe der 14- bis 49-Jährigen vorweisen. Am 23. Januar 2006 konnte nur noch ein Marktanteil von knapp 3,0 Prozent erreicht werden, sodass RTL II die Serie kurzfristig absetzte und den Sendeplatz durch Ärger im Revier ersetzte. Spätere Sendeplätze waren werktags im Nachmittagsprogramm des Senders sowie in den frühen Morgenstunden.

## Hintergrundinformationen
Die Serie wurde in den USA bereits nach 22 Episoden im April 2004 eingestellt. Grund hierfür ist laut dem Fernsehlexikon die rückläufigen Quoten während der ersten Staffel. Weitere Gründe könnten die offensichtliche Anti-Bush-Haltung sowie die gesellschaftskritisch dargestellten Themen wie Ausländerfeindlichkeit, SARS, Rassendiskriminierung, gleichgeschlechtliche Ehen usw. gewesen sein.

## Auszeichnungen
Die Serie erhielt 2004 eine Emmy-Nominierung in der Kategorie Beste Ausstattung. Whoopi Goldberg wurde im selben Jahr für den Image Award nominiert.